# John Harvey (kierowca)
John Francis Harvey (ur. 21 lutego 1938 roku w Sydney, zm. 5 grudnia 2020 tamże) – australijski kierowca wyścigowy.

## Kariera
Harvey rozpoczął karierę w międzynarodowych wyścigach samochodowych w 1965 roku od startów w Australijskiej Formule 1 oraz w Australian Touring Car Championship. W Australijskiej Formule 1 z dorobkiem trzech punktów uplasował się na dziesiątej pozycji w klasyfikacji generalnej. W Australian Touring Car Championship był siódmy. W późniejszych latach Australijczyk pojawiał się także w stawce Australian 1½ Litre Championship, Tasman Series, Australian Grand Prix, Australian Sports Car Championship, Hardie-Ferodo 500, Phillip Island 500, Sandown 250, Hardie-Ferodo 1000, Toby Lee Series, Rover 500K, Ready Plan Insurance Phillip Island 500K, Hang Ten 400, Adelaide 250James Hardie 1000, Better Brakes Touring Car Series, Australian Endurance Championship, Simpson Appliances South Pacific Touring Car Championship, World Touring Car Championship, Asia-Pacific Touring Car Championship, Tooheys 1000, Victorian MG Championship oraz Biante Historic Touring Car Series.